# Gällersta
Gällersta is een plaats in de gemeente Örebro in het landschap Närke en de provincie Örebro län in Zweden. De plaats heeft 110 inwoners (2005) en een oppervlakte van 49 hectare. Gällersta wordt omringd door zowel landbouwgrond als bos en vlak langs de plaats stroomt de rivier de Täljeån, deze gaat vlak bij de plaats over in de rivier/kanaal Kvismare kanal. In Gällersta staat de kerk Gällersta kyrka, de oudste delen van deze kerk stammen uit de 12de eeuw, maar sindsdien is de kerk nog wel veranderd. De stad Örebro ligt zo'n tien kilometer ten noorden van het dorp.